# بازی‌های گرسنگی: زاغ مقلد، بخش ۱ (موسیقی متن)
بازی گرسنگی: زاغ مقلد - بخش ۱ (موسیقی متن) (به انگلیسی: The Hunger Games: Mockingjay, Part 1) آلبوم موسیقی متن فیلم فیلمی به همین نام، به سرپرستی خواننده و ترانه‌سرا نیوزیلندی، لرد است. این فیلم اقتباسی از رمان سال ۲۰۱۰ توسط سوزان کالینز است و سومین قدم در مجموعه فیلم‌های بازی‌های گرسنگی است. این موسیقی متن توسط منتقدین موسیقی به عنوان یک رکورد الکتروپاپ با عناصر هیپ هاپ، سینث‌پاپ و استفاده از ضربان‌های الکترونیکی در سراسر این آلبوم توصیف شده‌است. سبک ملودی آهنگ‌ها انحرافی از صدای گیتار محور موسیقی متن سری قبلی است.